# NGC 2223
NGC 2223 је спирална галаксија у сазвежђу Велики пас која се налази на NGC листи објеката дубоког неба.
Деклинација објекта је - 22° 50' 19" а ректасцензија 6h 24m 35,8s. Привидна величина (магнитуда) објекта NGC 2223 износи 11,5 а фотографска магнитуда 12,3. Налази се на удаљености од 33,7000 милиона парсека од Сунца. NGC 2223 је још познат и под ознакама ESO 489-49, MCG -4-16-2, UGCA 129, AM 0622-224, IRAS 06224-2248, PGC 18978.